# Lengkongkulon
Lengkongkulon is een bestuurslaag in het regentschap Majalengka van de provincie West-Java, Indonesië. Lengkongkulon telt 2520 inwoners (volkstelling 2010).